# Минаев (Волгоградская область)
Минаев — хутор в Чернышковском районе Волгоградской области. Входит в состав Тормосиновского сельского поселения. Население - 4 (2010).

## История
Название произошло от фамилии основателя. Хутор относился к юрту станицы Нагавской Второго Донского округа Земли Войска Донского (с 1870 года - Область Войска Донского). Согласно Списку населённых мест Земли Войска Донского в 1859 году на хуторе проживало 70 мужчин и 74 женщины. Согласно переписи населения 1897 года на хуторе проживало 109 мужчин и 122 женщины, из них грамотных: мужчин - 36, женщин - нет.
Согласно алфавитному списку населенных мест Области войска Донского 1915 года на хуторе проживали 117 мужчин и 127 женщины, имелся хуторской атаман
В 1921 году в составе юрта станицы Нагавской включён в состав Царицынской губернии. С 1928 года - в составе Котельниковского района Сталинградского округа (округ ликвидирован в 1930 году) Нижневолжского края (с 1934 года - Сталинградский край. В 1935 году включён в состав Тормосиновского района. В том же году передан в административное подчинение Верхне-Курмоярского района Сталинградского края (с 1936 года - Сталинградской области). В 1950 году в связи с ликвидацией Верхне-Курмоярского района передан в состав Нижне-Чирского района области
В составе Чернышковского района - с 1964 года, в составе Тормосиновского сельского поселения - с 2005 года

## География
Хутор расположен на юго-западе области, у границы с Ростовской, в Цимлянских песках, в 65 км (по прямой) к юго-востоку от райцентра Чернышковский и в 150 км на юго-запад от Волгограда, в 6 км от западного берега Цимлянского водохранилища, высота над уровнем моря 45 м. Ближайший населённый пункт — хутор Комаров в 3 км на юго-запад.

## Население
Динамика численности населения
| 1859 | 1873 | 1897 | 1915 |
| ---- | ---- | ---- | ---- |
| 144  | 259  | 231  | 244  |

| 2010 |
| ---- |
| 4    |